# 톡학생증
톡학생증은 카카오가 제공하는 서비스이다. 2023년 5월 17일에 서비스를 시작했다. 카카오 톡학생증은 증명서를 통한 카드 발급 서비스로, 제휴된 증명서 발급 대행기관에서 제공하는 학교만 발급 가능하다.

## 톡학생증 발급 방법
톡학생증은 '카카오톡 > 더보기탭 > 톡학생증(우측 상단 톡학생증 아이콘)' 또는 '카카오톡 > 더보기탭 > 지갑 > 디지털카드 > '톡학생증 발급받기' 버튼'을 통해서 발급받을 수 있다. 발급을 위해서는 카카오 인증서와 학교 이름, 학위, 학번 정보 입력이 필요하다. 발급받은 톡학생증은 '카카오톡 > 더보기탭 > 톡학생증(우측 상단 톡학생증 아이콘)' 또는 '카카오톡 지갑 > 신분/증명탭'에서 확인할 수 있다.
톡학생증은 본인이 보유한 학적 정보만큼 제한 없이 발급받을 수 있다. 단, 고등교육법상 고등교육기관은 하나의 기관만 재학할 수 있기 때문에 재학 중인 경우, 대학생 카드 또는 대학원생 카드 한 개만 발급받을 수 있다.
톡학생증은 카카오톡 PC버전(Windows 또는 MacOS)과 태블릿에서는 발급받을 수 없다. 또한 톡학생증은 한 사람이 1개의 모바일 기기에서만 발급받을 수 있다.

## 톡학생증 발급 가능 학교
카카오와 제휴된 증명서 발급 대행기관에서 전자증명서 서비스 중인 국내 대학교 또는 대학원만 톡학생증 발급이 가능하다. 주요 대학목록은 아래 페이지를 접속하면 확인할 수 있다.
- https://student-id.kakao.com/university-list

## 서비스 주요 혜택
톡학생증을 발급받으면, 카카오와 제휴된 온/오프라인 서비스에서 대학교/대학생 인증을 거친 후에 다양한 혜택을 받을 수 있다. 주요 혜택처로는 카카오페이 대학교 멤버십 서비스 가입 후 할인, 편의점 할인, PC방 할인 등이 있다. 서비스의 혜택은 상시 변동된다. 전용 혜택 페이지에서 정보 확인할 수 있다. 톡학생증 혜택보기

## 상위 서비스
- 톡디지털카드

## 톡디지털카드 서비스에 속한 카드들
- 톡사원증
- 톡학생증|톡학생증
- 국가기술자격증
- 내차인증카드
- 환자카드